# Mae Klong

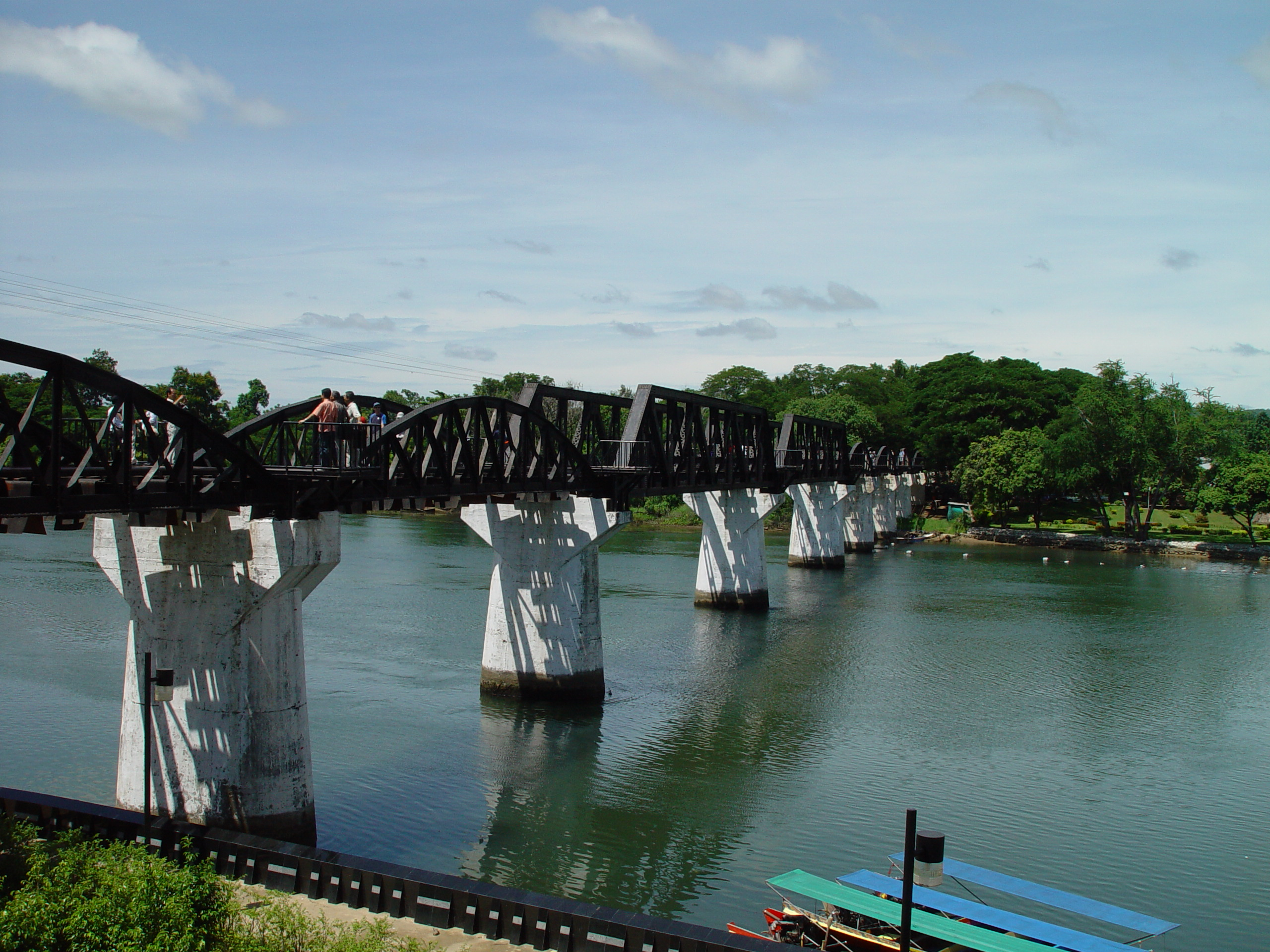
Cầu sông Kwai

Mae Klong (tiếng Thái: แม่กลอง) là một con sông ở phía Tây Thái Lan. Sông bắt đầu tại điểm hợp lưu của sông Kwae Noi (hay còn gọi là sông Kwai Sai Yoke) và sông Kwae Yai (hay còn gọi là sông Kwai Si Sawasdi) ở Kanchanaburi, chảy qua tỉnh Ratchaburi và đổ vào Vịnh Thái Lan ở Samut Songkhram.
Trong thập niên 1960, đoạn đầu của sông tính từ nguồn đến thị xã Kanchanaburi đã được đổi tên thành Kwae Yai (tiếng Thái: แควใหญ่, nghĩa là chi lưu lớn), do có Cầu sông Kwai nổi tiếng bắc qua Mae Klong và không phải là sông Kwai. Thực ra, con sông này bắt nguồn từ Vườn quốc gia Khuean Srinagarindra ở phía Bắc của tỉnh Kanchanaburi.